# LibreOffice Base
LibreOffice Base es un sistema de gestión de bases de datos relacionales de código abierto y gratuito que forma parte de la suite de oficina LibreOffice. Creada como bifurcación de OpenOffice.org y lanzado por primera vez como beta de la versión incubada 3.3 el 28 de septiembre de 2010.
De manera similar a los otros paquetes de la suite LibreOffice, es compatible con múltiples plataformas, incluidas Microsoft Windows, macOS y Linux. Es reconocida por su compatibilidad multiplataforma en relación con Microsoft Access, que está desarrollado exclusivamente para Windows.

## Características
LibreOffice Base está diseñado para permitir a los usuarios crear, acceder, modificar y ver bases de datos y otros datos con facilidad. Esto se consigue proporcionando a los usuarios una interfaz gráfica de usuario que permite trabajar con cuatro herramientas principales: tablas, consultas, formularios e informes. También incluye asistentes de software para ayudar a los usuarios en temática referente al programa. Asimismo requiere un entorno de ejecución de Java (JRE) para crear bases de datos con formularios, asistentes y más.

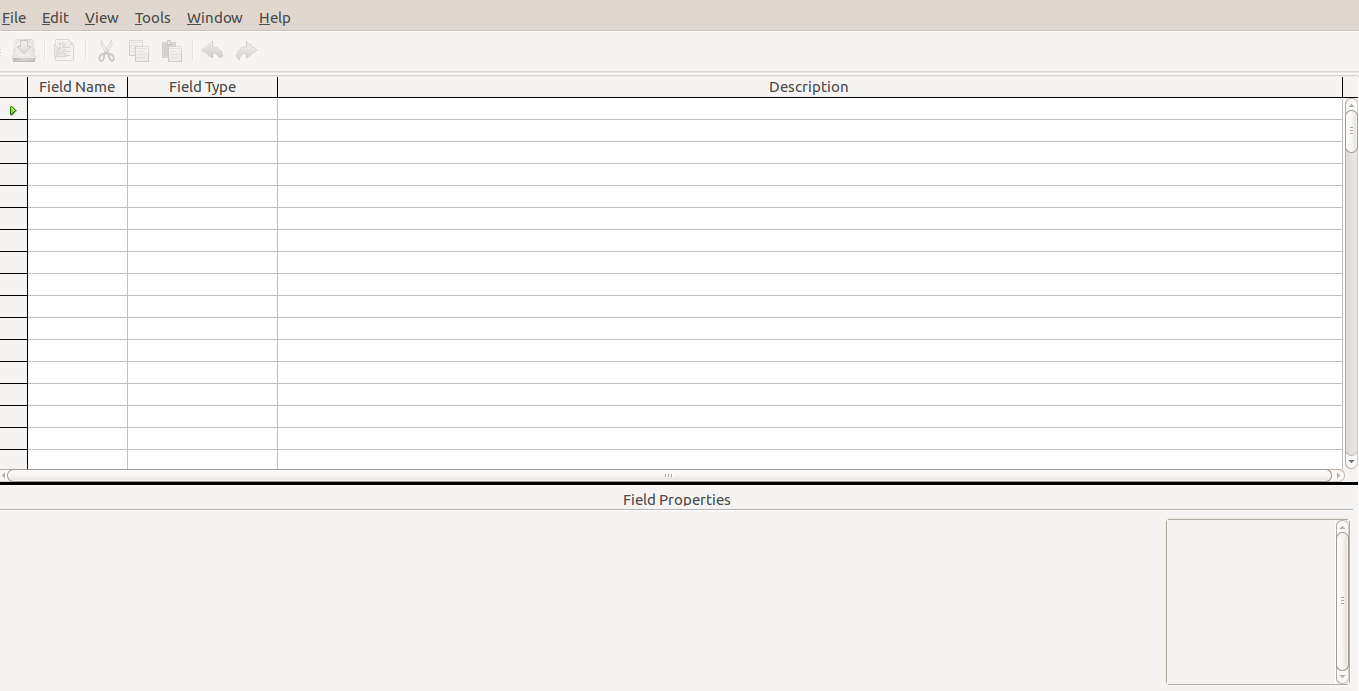
Creación de una tabla desde Libreoffice Base

La aplicación puede trabajar con archivos de base de datos externos e integrados. Las bases de datos integradas se almacenan como archivo único utilizando C++ basado en Firebird y HSQLDB basado en motor de almacenamiento Java. Cuando se conecta a bases de datos externas, Base actúa como una interfaz gráfica de usuario frontal para facilitar las interacciones con varios sistemas de bases de datos, incluidas bases de datos de Microsoft Access (JET), fuentes de datos ODBC/JDBC, MySQL, MariaDB y PostgreSQL.
LibreOffice Base se ha descrito como un proyecto inusual en el nicho del software de sistemas de gestión de bases de datos que tiende hacia software privativo diseñado para usuarios empresariales. El presupuesto del software de gestión de bases de datos patentados se han descrito como una razón para utilizar Base en pequeñas empresas.